# Obregón (apellido)

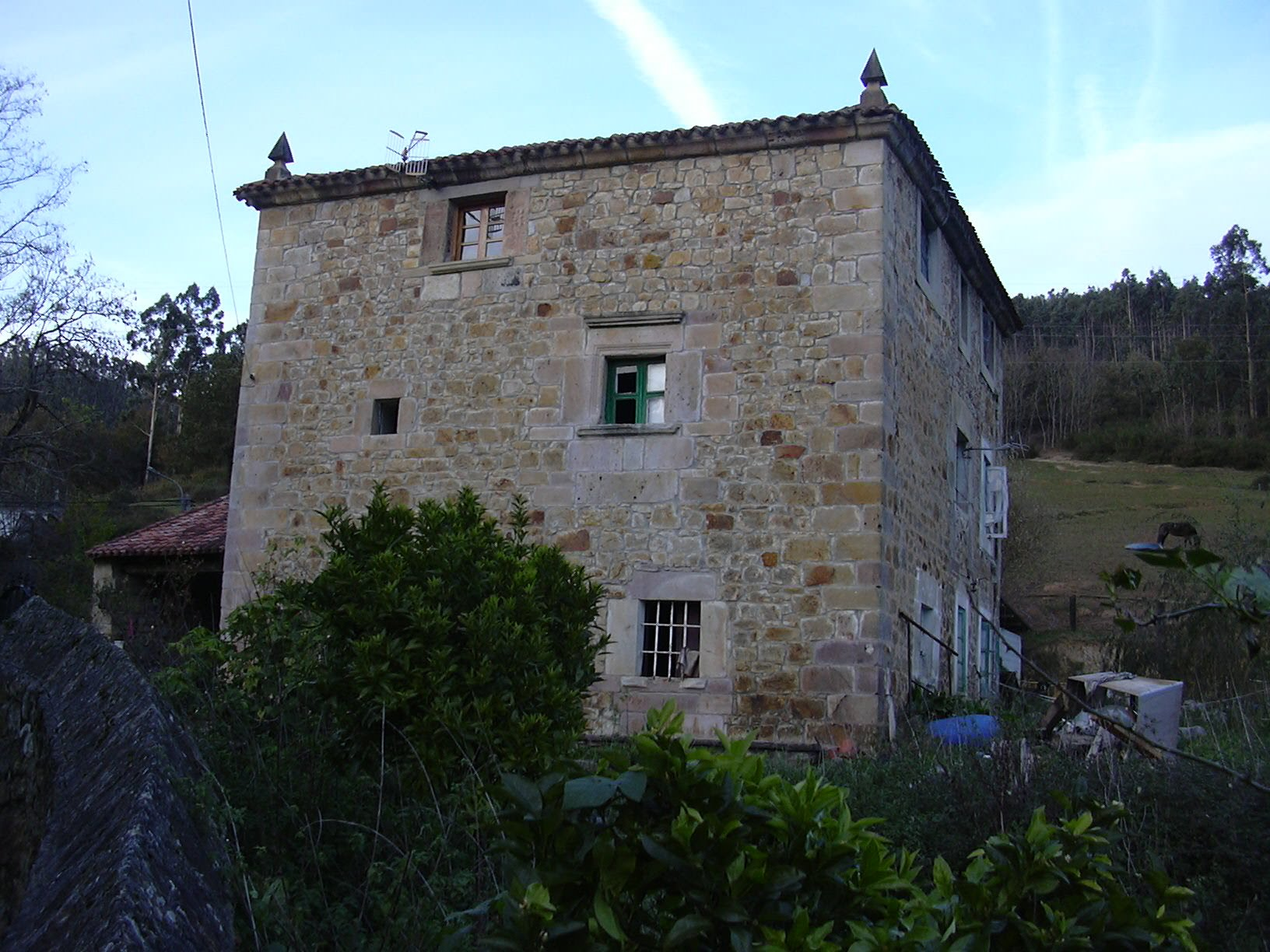
Torre de la familia Obregón en La Penilla (Valle de Cayón)

Obregón es un apellido español, originario de Cantabria.

## Casa Obregón (Cantabria)
Su antiguo solar estuvo ubicado en el Valle de Cayón (Cantabria). Aún hoy en día se conserva la torre de origen medieval en el pueblo de La Penilla. Otras casas de Obregon en Cantabria donde aún se conservan casas y torres con el escudo de la familia están situadas en los municipios de Castañeda, Torrelavega, Pie de Concha, Cartes, Toranzo etc.
Entre ellos cabe citar a Bernardino de Obregón, descendiente de esta casa, que fue hombre famoso y muy venerado por su piedad y su servicio a la causa de los pobres y desamparados, lo que le llevó a fundar una congregación hospitalaria, llamada de los "Hermanos de Obregón", para atención no sólo de los pobres de solemnidad, sino también hacia los enfermos carentes de recursos.

## Escudo de armas
En campo de sinople una rueda de carro de oro surmontado de una mano de plata cortada y destilando sangre.
Por concesión de Alfonso IX de León trajeron después escudo contramantelado:
- 1.º de sinople con una mano de plata.
- 2.º de sinople con una rueda de oro.
- El contramantel de oro con una cruz hueca y floreteada de gules.